# Закон Кассье
Закон Кассье определяет эффективное значение угла смачивания θc жидкостью в случае неоднородной поверхности. Закон объясняет, как можно увеличить значение угла смачивания для поверхности, всего лишь придав ей шероховатость. Математическое выражение закона следующее:
{\displaystyle \cos \theta _{c}=\gamma _{1}\cos \theta _{1}+\gamma _{2}\cos \theta _{2},}
где θ1 — угол смачивания компонента 1, присутствующего в композиционном материале, с долей площади поверхности γ1, а θ2 — угол смачивания компонента 2 с долей площади поверхности γ2. Особое значение это уравнение приобретает в случае двухкомпонентной системы, когда вторым компонентом является воздух с углом смачивания 180°. При подстановке косинуса 180°, равного −1, уравнение упрощается:
{\displaystyle \cos \theta _{c}=\gamma _{1}(\cos \theta _{1}+1)-1.}
Видно, что при малых γ1 и больших θ1 возможно создание поверхности с очень большим углом смачивания. Исследование Кассье показало, что водоотталкивающее свойство оперения уток обусловлено самой его природой, а не иными причинами, такими как присутствие защитных жироподобных веществ. Водомерки также используют это явление. Появляются и искусственные сверхгидрофобные материалы (например, нанопин-плёнка), основанные на этом законе.